# Joachim Otto Voigt
Joachim Johann Otto Voigt (Alsen, 22 de março de 1798 — Londres, 22 de junho de 1843) foi um médico e botânico que se notabilizou no campo da pteridologia e da sistemática.

## Biografia
Nasceu em Nordborg, na ilha de Als, hoje parte da Dinamarca, no seio de uma família de etnia alemã.
Em 1826 foi colocado como cirurgião regimental em Frederiksnagore, Índia Dinamarquesa, onde em 1834 foi nomeado director do jardim botânico da colónia. Enveredou pela botânica e de 1841 a 1843, ao serviço da Companhia Britânica das Índias Orientais administrou o jardim botânico de Calcutá. Faleceu de doença em Londres numa escala na sua viagem de regresso da Índia para a Dinamarca.
É autor da obra Hortus suburbanus Calcuttensis (póstumo, 1845), um catálogo das plantas que eram cultivadas no jardim botânico da East India Company em Calcutá e das plantas cultivadas no jardim botânico de Frederiksnagore.

## Obras publicadas
Após o seu falecimento, William Griffith (1810-1845) publicou a obra que deixara inacabada intitulada “Hortus suburbanus Calcuttensis″, a catalogue of the plants which have been cultivated in the hon. East India Company's botanical garden, Calcutta and in the Serampore botanical garden, generally known as Dr. Carey's garden, from the beginning of both establishments (1786 and 1800) to the end of August 1841, drawn up according to the Jussieuan arrangement, and mostly in conformity with the second edition (1836) of Lindley's natural system of botany, by the late J. O. Voigt (Bishop's college press, Calcutta, 1845). A obra é precedida por um prefácio da autoria da sua viúva Rachel S. Voigt.